# Planchez
Planchez (Piancé en morvandiau) est une commune française située dans le département de la Nièvre, en région Bourgogne-Franche-Comté.

## Géographie
L'ouest de la commune est composé de vallées encaissées dont les cours d'eau se jettent dans le lac de Pannecière. Les dénivelés peuvent atteindre plus de 200 m entre les fonds de vallées (350 à 450 m) et les collines boisées qui les surplombent (550 à 640 m). Le reste du territoire communal est situé sur le plateau du Morvan central à une altitude comprise le plus souvent entre 550 et 650 m, 618 m pour le village de Planchez. La partie est de la commune comprend des hameaux parmi les plus élevés du Morvan (Ruisseau-Morin entre 650 et 670 m, la Chaise entre 670 et 700 m, l'Huis-Prunelle entre 680 et 690 m). Le point culminant de la commune est de 729 m au-dessus de la Chaise (tour de télécommunication). La majeure partie des cours d'eau de la commune irrigue le bassin de l'Yonne, seule la partie nord-est fait partie du bassin de la Cure. La forêt occupe plus de la moitié du territoire communal. Le GR de Pays du Tour du Morvan ainsi que le GR 13 traversent la commune.

### Hameaux, lieux-dits et écarts
Outre le bourg, Planchez regroupe quelques hameaux et habitations isolés : Boutenot, Chaise (la), Château, Chaumont, Fèvres (les), Fiolle (la), Floppière (la), Grosse, Gutteleau, Haute-Chaux, Huis-Prunelle (l’), Lassas (le), Migny, Moulin-de-la-Presle, Petits-Jean, Planchot, Presle (la), Ruisseau-Morin, Sarrée (la), Sauve (la).

### Climat
Pour des articles plus généraux, voir Climat de la Bourgogne-Franche-Comté et Climat de la Nièvre.
En 2010, le climat de la commune est de type climat de montagne, selon une étude du Centre national de la recherche scientifique s'appuyant sur une série de données couvrant la période 1971-2000. En 2020, Météo-France publie une typologie des climats de la France métropolitaine dans laquelle la commune est exposée à un climat océanique altéré et est dans la région climatique  Lorraine, plateau de Langres, Morvan, caractérisée par un hiver rude (1,5 °C), des vents modérés et des brouillards fréquents en automne et hiver. 
Pour la période 1971-2000, la température annuelle moyenne est de 9,5 °C, avec une amplitude thermique annuelle de 16,3 °C. Le cumul annuel moyen de précipitations est de 1 311 mm, avec 15 jours de précipitations en janvier et 9,6 jours en juillet. Pour la période 1991-2020, la température moyenne annuelle observée sur la station météorologique de Météo-France la plus proche, « Chateau Chinon », sur la commune de Château-Chinon (Ville) à 10 km à vol d'oiseau, est de 10,5 °C et le cumul annuel moyen de précipitations est de 1 252,3 mm. 
La température maximale relevée sur cette station est de 38,8 °C, atteinte le 25 juillet 2019 ; la température minimale est de −21,3 °C, atteinte le 10 février 1956,,. 
Les paramètres climatiques de la commune ont été estimés pour le milieu du siècle (2041-2070) selon différents scénarios d'émission de gaz à effet de serre à partir des nouvelles projections climatiques de référence DRIAS-2020. Ils sont consultables sur un site dédié publié par Météo-France en novembre 2022.

## Urbanisme

### Typologie
Au 1er janvier 2024, Planchez est catégorisée commune rurale à habitat très dispersé, selon la nouvelle grille communale de densité à sept niveaux définie par l'Insee en 2022.
Elle est située hors unité urbaine et hors attraction des villes,.

### Occupation des sols
L'occupation des sols de la commune, telle qu'elle ressort de la base de données européenne d’occupation biophysique des sols Corine Land Cover (CLC), est marquée par l'importance des forêts et milieux semi-naturels (73,2 % en 2018), une proportion identique à celle de 1990 (73,2 %). La répartition détaillée en 2018 est la suivante : forêts (70,4 %), prairies (16,4 %), zones agricoles hétérogènes (8,9 %), milieux à végétation arbustive et/ou herbacée (2,8 %), zones urbanisées (1,4 %). L'évolution de l’occupation des sols de la commune et de ses infrastructures peut être observée sur les différentes représentations cartographiques du territoire : la carte de Cassini (XVIIIe siècle), la carte d'état-major (1820-1866) et les cartes ou photos aériennes de l'IGN pour la période actuelle (1950 à aujourd'hui).

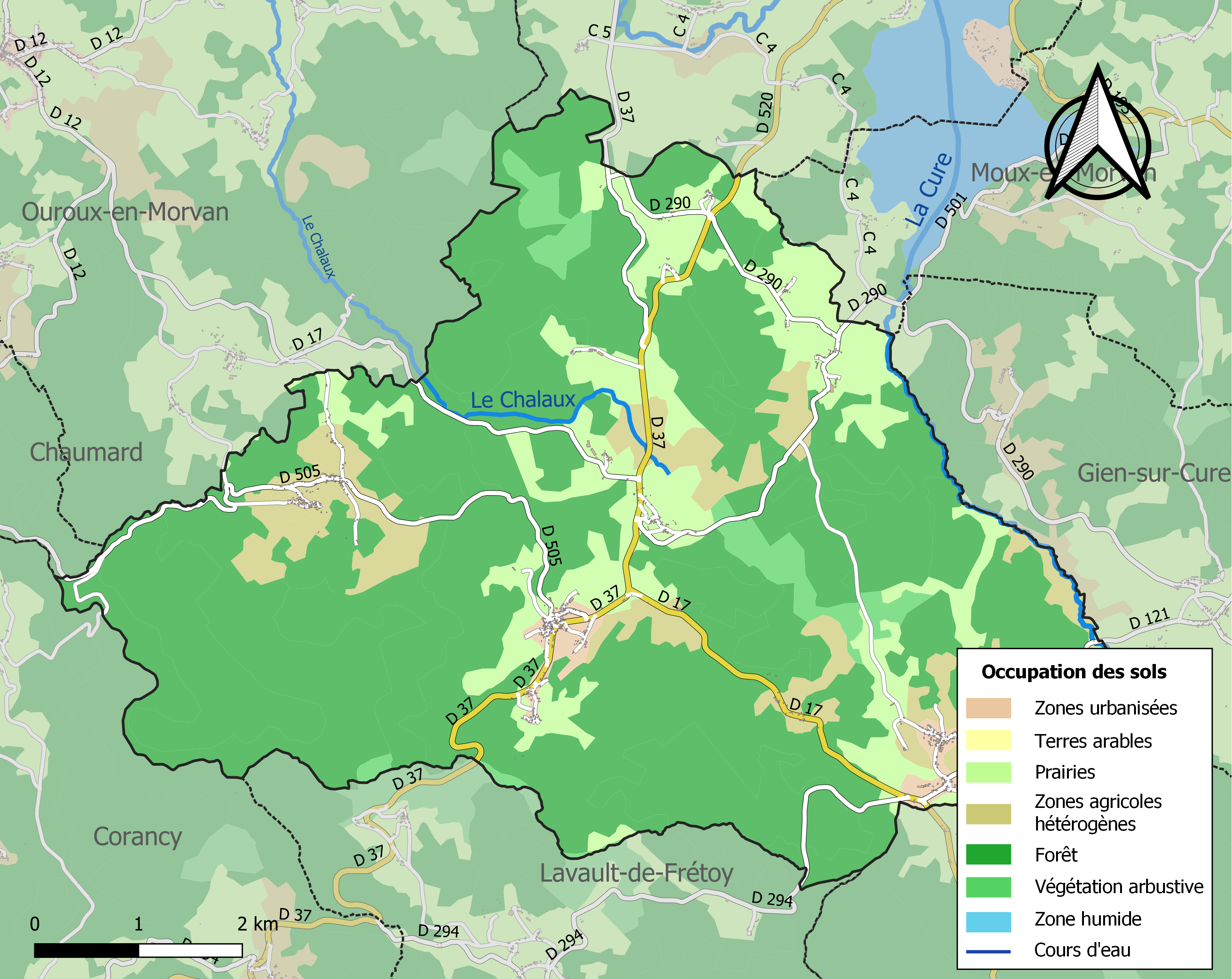
Carte des infrastructures et de l'occupation des sols de la commune en 2018 (CLC).

## Toponymie
Il y a une incertitude sur l'étymologie du nom de la commune. Il pourrait provenir du latin Planco Villa ou du français plancher, maison en planches.
On relève les formes suivantes : Planchers (XIVe siècle), Planchez (vers 1500), Planché (1693), Tallery (1555) et La mestayrie de Tailhery (1561).

## Histoire
- Pendant l'Occupation, lors de la Seconde Guerre mondiale, les bois de Planchez ont constitué le quartier général du Maquis Serge (du nom d'emprunt de son fondateur Gérard Drouin, alias Capitaine Serge) dont l'action a contribué pendant la guerre aux libérations des villes d'Autun et de Château-Chinon (Ville) en 1944.
- Le 25 juin 1944, en marge des combats pour la Libération, le village de Planchez est incendié par une unité de l'armée allemande.
- En 2018, le village compte 300 habitants, de quinze nationalités différentes : française, bien sûr, mais aussi espagnole, belge, hollandaise, américaine, suisse, portugaise[17]...

## Politique et administration
| Période                                  | Période  | Identité          | Étiquette      | Qualité  |
| ---------------------------------------- | -------- | ----------------- | -------------- | -------- |
| avant 1995                               | 2020     | François Dumarais | PS             | Retraité |
| 2020                                     | En cours | Laurent Librero   | Sans étiquette | Artisan  |
| Les données manquantes sont à compléter. |          |                   |                |          |

## Communication
Depuis novembre 2020, la commune de Planchez utilise PanneauPocket pour informer et alerter ses habitants.

## Démographie
L'évolution du nombre d'habitants est connue à travers les recensements de la population effectués dans la commune depuis 1793. Pour les communes de moins de 10 000 habitants, une enquête de recensement portant sur toute la population est réalisée tous les cinq ans, les populations de référence des années intermédiaires étant quant à elles estimées par interpolation ou extrapolation. Pour la commune, le premier recensement exhaustif entrant dans le cadre du nouveau dispositif a été réalisé en 2004.

En 2022, la commune comptait 308 habitants, en évolution de +2,33 % par rapport à 2016 (Nièvre : −3,28 %, France hors Mayotte : +2,11 %).
| 1793  | 1800  | 1806  | 1821  | 1831  | 1836  | 1841  | 1846  | 1851  |
| ----- | ----- | ----- | ----- | ----- | ----- | ----- | ----- | ----- |
| 1 643 | 1 203 | 1 178 | 1 275 | 1 426 | 1 501 | 1 614 | 1 648 | 1 674 |

| 1856  | 1861  | 1866  | 1872  | 1876  | 1881  | 1886  | 1891  | 1896  |
| ----- | ----- | ----- | ----- | ----- | ----- | ----- | ----- | ----- |
| 1 670 | 1 716 | 1 701 | 1 770 | 1 705 | 1 701 | 1 725 | 1 655 | 1 528 |

| 1901  | 1906  | 1911  | 1921  | 1926  | 1931 | 1936 | 1946 | 1954 |
| ----- | ----- | ----- | ----- | ----- | ---- | ---- | ---- | ---- |
| 1 488 | 1 513 | 1 266 | 1 036 | 1 019 | 906  | 847  | 769  | 651  |

| 1962 | 1968 | 1975 | 1982 | 1990 | 1999 | 2004 | 2006 | 2009 |
| ---- | ---- | ---- | ---- | ---- | ---- | ---- | ---- | ---- |
| 584  | 533  | 426  | 348  | 395  | 326  | 358  | 362  | 354  |

| 2014 | 2019 | 2022 | - | - | - | - | - | - |
| ---- | ---- | ---- | - | - | - | - | - | - |
| 306  | 301  | 308  | - | - | - | - | - | - |

## Lieux et monuments
- Au lieu-dit les Grand’-Cornes se trouvait un dolmen[23].
- Moulin de la Presle datant du XVe siècle.
- Ruines du Châtelet[24]

## Personnalités liées à la commune
- François Mitterrand (1916-1996) a acquis un étang à Planchez[25]. Ses liens et ceux de sa famille avec le Morvan et en particulier cette commune ont laissé de nombreux souvenirs[26].